# Шпірінген
Шпірінген (нім. Spiringen) — громада  в Швейцарії в кантоні Урі.

## Географія
Громада розташована на відстані близько 100 км на схід від Берна, 7 км на схід від Альтдорфа.
Шпірінген має площу 64,7 км², з яких на 1,3% дозволяється будівництво (житлове та будівництво доріг), 37,8% використовуються в сільськогосподарських цілях, 18,9% зайнято лісами, 42% не є продуктивними (річки, льодовики або гори).

## Демографія
2019 року в громаді мешкало 830 осіб (-5,6% порівняно з 2010 роком), іноземців було 1,3%. Густота населення становила 13 осіб/км².
За віковим діапазоном населення розподілялося таким чином: 21,2% — особи молодші 20 років, 58,8% — особи у віці 20—64 років, 20% — особи у віці 65 років та старші. Було 317 помешкань (у середньому 2,6 особи в помешканні).
Із загальної кількості 311 працюючого 163 було зайнятих в первинному секторі, 42 — в обробній промисловості, 106 — в галузі послуг.